# Baltic Sea Academy

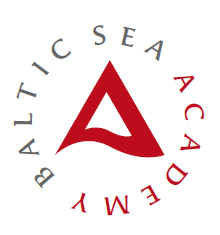
Logo der Baltic Sea Academy

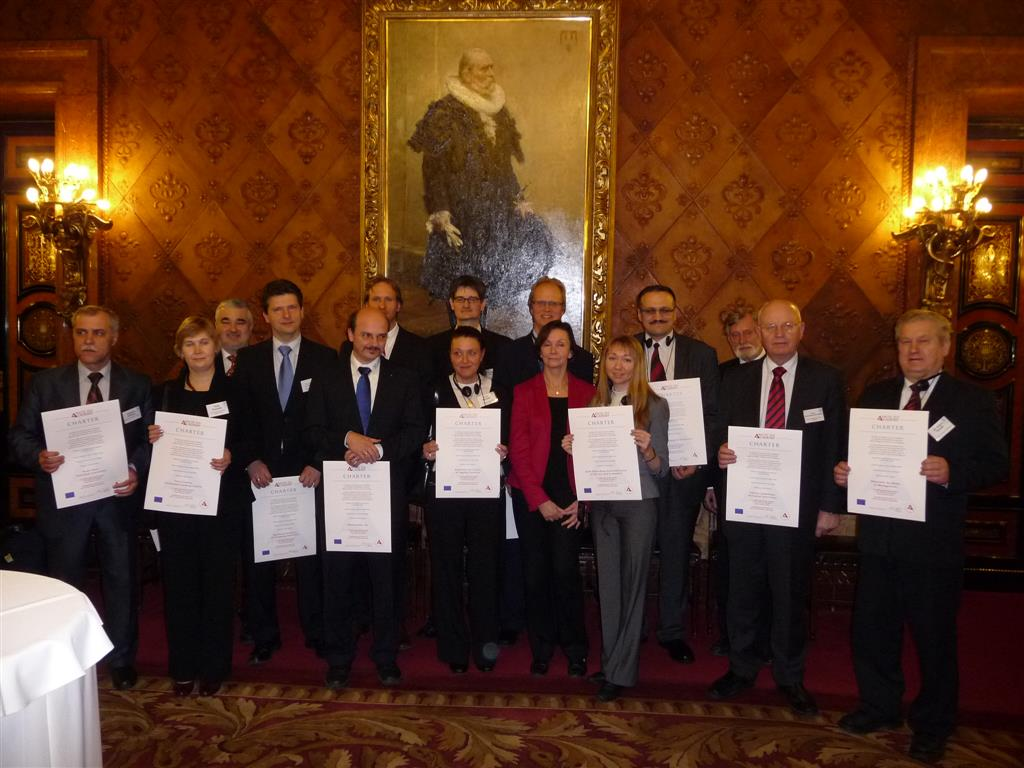
Gründungsmitglieder mit Urkunde 2010

Die Baltic Sea Academy ist ein Netzwerk von 15 Universitäten und Fachhochschulen aus neun Ländern im Ostseeraum. Der eingetragene Verein hat einen nicht kommerziellen Charakter und wurde im Februar 2010 durch das Hanse-Parlament initiiert.
Gemeinsames Ziel ist die Stärkung der Kooperation zwischen akademischen Einrichtungen und der mittelständischen Wirtschaft. Dabei werden konkrete Forschungsaufgaben und Innovationen umgesetzt, aber auch langfristig in die Aus- und Weiterbildung investiert. Ein besonderer Fokus liegt dabei auf das duale Ausbildungssystem, s. dualer Studiengang.

## Hanse-Tagungen
Seit 2004 wird einmal jährlich wird gemeinsam mit dem Hanse-Parlament eine Konferenz veranstaltet, die sogenannte Hanse-Tagung.
Bei der Konferenz referieren neben Wirtschaftsvertretern auch Wissenschaftler und Politiker, z. B. zur Tagung „Erneuerbare Energien und KMUs im Ostseeraum“ 2011 EU-Kommissar Günther Oettinger oder 2012 EU-Kommissar Algirdas Šemeta. Im Anschluss an Impulsvorträge wird bei der auf 120 Teilnehmer limitierten Konferenz diskutiert. Die Referate und Ergebnisse der Diskussionen werden in einer eigenen Publikationsreihe veröffentlicht.

## Veröffentlichungen
Koordiniert durch einen wissenschaftlichen Beirat veröffentlicht die Baltic Sea Academy unregelmäßig wissenschaftliche Tagungsbände der Konferenzen und Strategieprogramme. Bisher sind folgende Publikationen erschienen:
- Strategies for the Development of Crafts and SMEs in the Baltic Sea Region, 180 Seiten (deutsch, englisch, polnisch, russisch) 2011
- Education Policy Strategies today and tomorrow around the "Mare Balticum",   432 Seiten (deutsch, englisch), 2011
- Energy Efficiency and Climate Protection around the Mare Balticum, 264 Seiten (deutsch, englisch), 2011
- Strategy Programme for education policies in the Baltic Sea Region, 172 Seiten (deutsch, englisch, polnisch), 2012
- SME relevant sectors in the BSR: Personnel organisation, Energy and Construction, 188 Seiten (nur Englisch), 2012
- Strategies and Promotion of Innovation in Regional Policies around the Mare Balticum, 432 Seiten,  (deutsch, englisch), 2012
- Strategy Programme for innovation in regional policies in the Baltic Sea Region, 240 Seiten (deutsch, englisch, polnisch) 2012
- Humanivity - Innovative economic development  through human growth, 248 Seiten (englisch), 2012